# 卡萨斯德胡安努涅斯
卡萨斯德胡安努涅斯，是西班牙卡斯蒂利亚-拉曼恰自治区阿尔瓦塞特省的一个市镇。 总面积89km², 总人口1234人（2001年），人口密度14人/km²。